# テスト・クリケット
テスト・クリケット（Test cricket）はクリケットにおける試合の一種。国際クリケット評議会（ICC）に認定を受けた12のナショナルチームしか行うことができないという格式高い試合形式であり、テストという略称で愛されている。
最初の試合は1877年3月にメルボルン・クリケット・グラウンドで行われたオーストラリア対イングランドであり、オーストラリアが45ラン差でイングランドに勝利した。

## テスト認定チーム
ICCからの認定を受けた12チームは以下のとおりである。
| - オーストラリア - イングランド - 南アフリカ共和国 - 西インド諸島 | - ニュージーランド - インド - パキスタン - スリランカ | - ジンバブエ - バングラデシュ - アフガニスタン - アイルランド |

## 試合ルール
試合は1日あたり6時間を5日かけて行い、初日の試合前にはコイントスで先攻/後攻を選択する。球数は無制限、ウィケットが10個とった場合はオールアウトとなり守備交代の2イニング制である。途中昼食に40分、お茶の休憩に20分を挟むことになっている。